# Il prezzo della vita
Pour plus de détails, voir Fiche technique et Distribution.
Il prezzo della vita est un téléfilm italien réalisé par Stefano Reali en 1995.

## Synopsis
Un juriste français entre en relation avec la bien aimée de son ami, cela provoque le suicide de son ami et puis le père du suicidé perd la raison et donne l'ordre de exterminer tous les enfants du juriste français.

## Fiche technique
- Réalisateur : Stefano Reali
- Scénario : Stefano Reali
- Musique : Oliver Onions
- Date de sortie : 24 janvier - 25 janvier 1995
- Durée : 140 minutes

## Distribution
- Simona Cavallari : Gloria
- Luciano De Luca : Alain Freiss
- Jean Sorel :
- Andrea Giordana :
- Serena Grandi :
- Ottavia Piccolo :
- Alan Devlin :
- Angelo Infanti :
- Antonello Scarano :
- Paki Valente :